# Trichopolydesmus eremitis
Trichopolydesmus eremitis är en mångfotingart som beskrevs av Karl Wilhelm Verhoeff 1898. Trichopolydesmus eremitis ingår i släktet Trichopolydesmus och familjen Trichopolydesmidae. Inga underarter finns listade i Catalogue of Life.